# Monument à Gaston Monnerville
Le monument à Gaston Monnerville est un monument de la ville de Cayenne, érigé en 1997 au jardin botanique de Cayenne, en Guyane.